# Estación Consolação
La Estación Consolação es una de las estaciones de la Línea 2 - Verde del Metro de São Paulo.
Fue inaugurada el 25 de enero de 1991, fecha de la conmemoración del aniversario de la ciudad de São Paulo. Está ubicada en la Avenida Paulista, en la altura del número 2163. Desde el 25 de mayo del 2010 pasó a tener conexión con la Estación Paulista de la Línea 4 - Amarilla, solo para quien dejaba el sistema operado por el Metro, ya que la otra estación (operada por ViaQuatro) aún no tenía cobranza de tarifa y eso permitiría que los pasajeros accedieran a la red sin pagar.
La integración a esta estación a partir de la Línea 4-Amarilla tuvo inicio el 21 de julio del 2010 cuando los viajes de la línea Amarilla pasaron a ser tarifados.

## Características

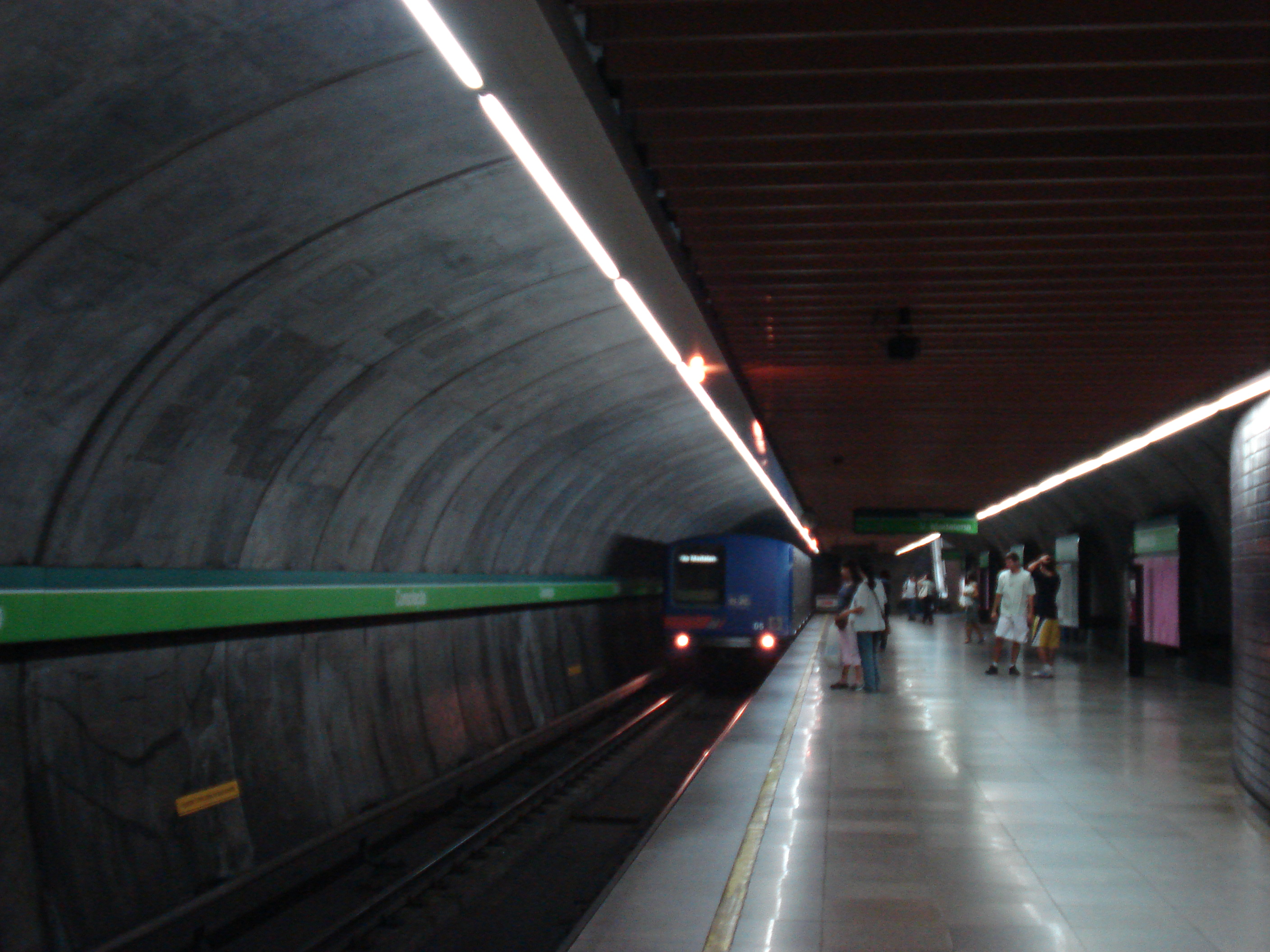
Plataforma de la estación, sentido Vila Madalena, y el Budd-Mafersa estacionando.

Estación subterránea con área construida de 10 270 metros cuadrados, compuesta por entrepiso de distribución y plataforma central. Posee acceso para discapacitados físicos. La capacidad es de hasta veinte mil pasajeros por día.

## Alrededores
- HSBC Bellas Artes[5]
- Colégio São Luís
- Conjunto Nacional
- Espacio Cultural de Caixa Econômica Federal
- Instituto Cervantes
- Librería Cultura de São Paulo[6]
- Parque Teniente Siqueira Campos - Parque Trianon
- Sociedad Brasileña de Educación
- Parroquia del Divino Espíritu Santo[7]
- Congregación Israelita Paulista
- Hospital y Maternidad São Paulo
- Shopping Center 3
- Cementerio de Consolação

## Obras de arte
Mosaico instalado en la plataforma de la estación (sentido Estación Sacomã).
- Cuatro Estaciones, Tomie Ohtake, Panel (1991), Mosaico, Téseras de vidrio (4 paneles de 2,00 x 15,40 m)

## Tabla
| Sigla | Estación   | Inauguración        | Capacidad                  | Integración                                         | Plataformas | Posición    | Comentarios                                   |
| ----- | ---------- | ------------------- | -------------------------- | --------------------------------------------------- | ----------- | ----------- | --------------------------------------------- |
| CNS   | Consolação | 25 de enero de 1991 | 20 mil pasajeros hora/pico | Bilhete Único de SPTrans Línea 4 Metro de São Paulo | Central     | Subterránea | Estación con estructura de concreto aparente. |